# Published price to dealer
Published price to dealer (PPD) is een term in de muziekindustrie die betrekking heeft op de totale verkoopprijs van een album of cd, naar de winkels toe. De prijs wordt bepaald door de producent voor de verkooppunten (inkoopprijs).
Voorbeeld: de PPD van album X is 12,35 euro. Een winkel neemt daar vervolgens een extra percentage winst op in de verkoop aan de klant. De absolute basisprijs is 12,35 euro maar in de loop van de maanden kan die dalen wanneer de verkoop van het product afneemt.
De PPD wordt gebruikt in de muziekindustriecontracten als criterium om de royalty's uit te keren voor de producent of de gastartiesten die bij het betreffende muzikale project betrokken zijn. 